# Francisco José Prieto Fernández
Francisco José Prieto Fernández (Ourense, 18 agosto 1968) è un arcivescovo cattolico spagnolo, dal 1º aprile 2023 arcivescovo metropolita di Santiago di Compostela.

## Biografia
Francisco José Prieto Fernández è nato a Ourense il 18 agosto 1968.

### Formazione e ministero sacerdotale
Ha compiuto gli studi ecclesiastici presso l'Istituto teologico "Divino Maestro" del seminario di Ourense dal 1986 al 1992.
Il 9 maggio 1992 è stato ordinato diacono e il 26 giugno dell'anno successivo presbitero per la diocesi di Orense da monsignor José Diéguez Reboredo. È stato quindi inviato a Roma per studi. Ha preso residenza presso il Pontificio Collegio Spagnolo di San Giuseppe. Nel 1994 ha conseguito la licenza in teologia patristica presso la Facoltà di teologia della Pontificia Università Gregoriana. Tornato in patria è stato vicario parrocchiale della parrocchia di Santa Teresita a Ourense dal 1994 al 1995; formatore presso il seminario minore di Ourense dal 1995 al 1996; amministratore parrocchiale della parrocchia di San Giacomo maggiorie a Chaguazoso, di Nostra Signora delle Candele a Manzalvos, di Santa Maria Maddalena a Cádavos e di Santa Maria a Castromil dal 1996 al 1997; amministratore parrocchiale di Vilar de Astrés dal 1997 al 2001; segretario della redazione della rivista "Auriensia", pubblicazione dell'Istituto teologico "Divino Maestro" di Ourense, dal 1998 al 2021; cappellano del monastero delle clarisse di San Giuseppe a Ourense dal 2004 al 2021; amministratore parrocchiale delle parrocchie di Santa Maria a Carballeda (O Reino), di San Giacomo maggiore a Torrezuela, di Nostra Signora dell'Esilio a Corna e di San Giovanni a Coiras dal 2008 al 2009; vicario parrocchiale della parrocchia di San Pio X a Ourense dal 2009 al 2021; vicario episcopale per la nuova evangelizzazione dal 2012 al 2021 e membro della commissione teologica consultiva della Conferenza episcopale spagnola dal 2013. Nel 2008 ha conseguito il dottorato in teologia presso la Pontificia Università di Salamanca ottenendo un premio straordinario.
Nell'ambito universitario è stato professore aggregato presso la Pontificia Università di Salamanca dal 1995 al 1996; direttore del Centro teologico a distanza dal 1998 al 2020; docente di patrologia, origini del cristianesimo, metodologia, cristologia e mariologia dell'Istituto Teologico "Divino Maestro" di Ourense dal 2007 al 2019; professore invitato presso la Facoltà di teologia della Pontificia Università di Salamanca dal 2009 al 2010; direttore della scuola diocesana di teologia dal 2009 al 2012; professore invitato presso l'Istituto teologico compostela dal 2017 al 2018 e direttore del Centro di scienze religiose "San Martino", sezione dell'Istituto superiore di scienze religiose di Santiago di Compostela.

### Ministero episcopale

Stemma di monsignor Francisco José Prieto Fernández come vescovo ausiliare di Santiago di Compostela.

Il 28 gennaio 2021 papa Francesco lo ha nominato vescovo ausiliare di Santiago di Compostela e titolare di Vergi. Ha ricevuto l'ordinazione episcopale il 10 aprile successivo nella basilica cattedrale metropolitana di San Giacomo di Compostela dall'arcivescovo metropolita di Santiago di Compostela Julián Barrio Barrio, co-consacranti l'arcivescovo Bernardito Cleopas Auza, nunzio apostolico in Spagna e Andorra, e il vescovo di Orense José Leonardo Lemos Montanet.
Il 1º aprile 2023 lo stesso papa Francesco lo ha promosso arcivescovo metropolita, succedendo a Julián Barrio Barrio, dimessosi per raggiunti limiti di età. Ha preso possesso dell'arcidiocesi il 3 giugno successivo.
In seno alla Conferenza episcopale spagnola è membro della commissione per le comunicazioni sociali e della sottocommissione episcopale per i beni culturali dall'assemblea plenaria dell'aprile 2021.
Fa parte dell'Associazione Biblica Spagnola dal 2002.

## Opere
- Francisco José Prieto Fernández, Jonás y la ruina de Israel. Un estudio sobre el In Ionam de Jerónimo, in Auriensia, n. 1, 1998,  pp. 87-177.
- Francisco José Prieto Fernández, La Biblioteca del Seminario Mayor Divino Maestro de Ourense. Impresos del siglo XVI (1501-1600). I, in Auriensia, n. 2, 1999,  pp. 297-325.
- Francisco José Prieto Fernández, Quid Athenis et Hierosolymis? La necesidad de una mediación cultural, in Compostellanum, n. 44, 1999,  pp. 7-37.
- Francisco José Prieto Fernández, Algunas consideraciones sobre los testimonios 'eucarísticos' de la Didaché, in Auriensia, n. 3, 2000,  pp. 39-60.
- Francisco José Prieto Fernández, La Biblioteca del Seminario Mayor Divino Maestro de Ourense. Impresos del siglo XVI (1501-1600). II, in Auriensia, n. 4, 2001,  pp. 243-294.
- Francisco José Prieto Fernández, La Biblioteca del Seminario Mayor Divino Maestro de Ourense. Impresos del siglo XVI (1501-1600). III, in Auriensia, n. 6, 2003,  pp. 331-356.
- Justo Manuel Carnicero Méndez-Aguirre e Francisco José Prieto Fernández, Impresos y bibliotecas del siglo XVI en Ourense, Ourense, Duen de Bux, 2004,  p. 193, ISBN 978-8493207892.
- Francisco José Prieto Fernández, Gnosticismo y literatura cristiana apócrifa. Cristianismos perdidos y/o secundarios, in J. J. Fernández Sangrador (a cura di), De Babilonia a Nicea. Metodología para el estudio de Orígenes del Cristianismo y Patrología, Salamanca, Conversaciones de Salamanca 4 (Publicaciones UPSA), 2006.
- Francisco José Prieto Fernández, La Eucaristía en las catequesis mistagógicas de San Ambrosio, in Auriensia, n. 9, 2006,  pp. 27-59.
- Francisco José Prieto Fernández, Las figuras cambiantes de Jesús en la literatura cristiana antigua, collana Plenitudo temporis. Estudios sobre los orígenes y la antigüedad cristiana, Salamanca, Publicaciones UPSA, 2009,  p. 380, ISBN 978-8472998346.
- Francisco José Prieto Fernández, Receptio Pauli, ¿eclipse de Pablo en el siglo II?, in Auriensia, n. 13, 2010,  pp. 37-54.
- Francisco José Prieto Fernández, Verbum Domini: Verdad, Belleza, Bondad, in Auriensia, n. 14, 2011,  pp. 17-35.
- Francisco José Prieto Fernández, Del atrio al ágora. Puntos de encuentro, pautas para un diálogo, in Auriensia, n. 17, 2014,  pp. 207-224.
- Francisco José Prieto Fernández, Caminos, espacios y gentes en los orígenes de la Iglesia Auriense, in Auriensia, n. 20, 2017,  pp. 45-72.
- Francisco José Prieto Fernández, Mártir: un neologismo de la patrística, in J. A. Martínez Camino (a cura di), Víctimas y mártires. Aproximación histórica y teológica al siglo XX, Madrid, Encuentro, 2017,  pp. 270-296.
- Francisco José Prieto Fernández, Una Iglesia en salida hacia las periferias. En la ruta del Evangelio, ¿sembramos o cosechamos?, in B. Méndez Fernández (a cura di), La Reforma y las reformas en la Iglesia. XVIII Jornadas de Teología del Instituto Teológico Compostelano, collana Collectanea Scientifica Compostelana 41, Santiago di Compostela, Instituto Teológico Compostelano, 2017,  pp. 439-478.
- Francisco José Prieto Fernández, Mysterium lunae. Una imagen patrística de la Iglesia para una nueva etapa evangelizadora, in Auriensia, n. 22, 2019,  pp. 131-157.
- Francisco José Prieto Fernández, Auriensia.
- Francisco José Prieto Fernández, La sinodalidad. Raíces, caminos y horizontes en la diócesis de Ourense, in José Ramón Hernández Figueiredo (a cura di), Los Sínodos de la Iglesia en Ourense, Pontevedra, Teófilo Edicións, 2020,  pp. 15-81.

## Genealogia episcopale e successione apostolica
La genealogia episcopale è:
- Cardinale Scipione Rebiba
- Cardinale Giulio Antonio Santori
- Cardinale Girolamo Bernerio, O.P.
- Arcivescovo Galeazzo Sanvitale
- Cardinale Ludovico Ludovisi
- Cardinale Luigi Caetani
- Cardinale Ulderico Carpegna
- Cardinale Paluzzo Paluzzi Altieri degli Albertoni
- Papa Benedetto XIII
- Papa Benedetto XIV
- Papa Clemente XIII
- Cardinale Marcantonio Colonna
- Cardinale Giacinto Sigismondo Gerdil, B.
- Cardinale Giulio Maria della Somaglia
- Cardinale Carlo Odescalchi, S.I.
- Cardinale Costantino Patrizi Naro
- Cardinale Serafino Vannutelli
- Cardinale Domenico Serafini, Cong. Subl. O.S.B.
- Cardinale Pietro Fumasoni Biondi
- Cardinale Antonio Riberi
- Cardinale Ángel Suquía Goicoechea
- Cardinale Antonio María Rouco Varela
- Arcivescovo Julián Barrio Barrio
- Arcivescovo Francisco José Prieto Fernández

La successione apostolica è:
- Vescovo Antonio José Valín Valdés (2024)

## Araldica
| Stemma | Titolare                                                                          | Descrizione |
|        | Francisco José Prieto Fernández Arcivescovo metropolita di Santiago di Compostela | Nella parte superiore, in azzurro, un libro con le lettere greche alfa e omega rappresenta la Parola di Dio e al di sotto di questo l'anagramma mariano di A cun M, che significa Ave Maria. Nella parte in basso a sinistra, su fondo argento, è rappresentato Martino di Tours che inizia il suo mantello, riferimento alla diocesi di origine del vescovo. Nella parte in basso a destra, in argento, è collocata un'urna del sepolcro dell'apostolo Santiago, sormontata da una stella a otto punte su sfondo di mete. Lo scudo riporta il motto "Sequi Salvatorem participare est salutem", che tradotto significa "Segui il Salvatore e partecipa alla salvezza", frase tratta dall'opera Contro le eresie di Ireneo di Lione. |